# 绿花隔距兰
绿花隔距兰（学名：Cleisostoma uraiense）为兰科隔距兰属下的一个种，主要分布于琉球群岛、台湾和菲律宾。

## 扩展阅读
- 維基物種上的相關：绿花隔距兰